# Run the World (série télévisée)
Run the World est une série télévisée américaine en seize épisodes d'environ 26 minutes créée par Leigh Davenport, et diffusée entre le 16 mai 2021 et le 14 juillet 2023 sur Starz.
En France, elle est disponible sur StarzPlay. Elle reste inédite dans les autres pays francophones.
Située à Harlem, la série est centrée sur un groupe d'amies afro-américaines trentenaires et ambitieuses, interprétées par Amber Stevens West, Andrea Bordeaux, Bresha Webb et Corbin Reid,.

## Synopsis
À Harlem, on découvre l'histoire de quatre meilleures amies afro-américaines dans la trentaine, intelligentes, drôles, dynamiques et solidaires. Elles rêvent de conquérir le monde, mais elles vont devoir affronter des imprévus, aussi bien dans leur carrière, dans leur vie amoureuse, leur rupture, leurs nouvelles rencontres, ce qui va les amener à se poser des questions sur le sens de leur vie : qui sont-elles et où vont-elles ?

## Distribution

### Acteurs principaux
- Amber Stevens West : Whitney Green
- Bresha Webb : Renee Ross
- Corbin Reid : Sondi Hill
- Tosin Morohunfola : Olabisi « Ola » Adeyemo
- Stephen Bishop : Matthew Powell
- Andrea Bordeaux : Ella McFair (saison 1)[4]

### Acteurs secondaires
- Erika Alexander : Barb
- Nick Sagar : Anderson
- Jay Walker : Jason Ross
- Tika Sumpter : mère biologique d'Amari[5] (saison 2)
- Comedian CP (en) : Preston Thurgood[5] (saison 2)
- Isha Blaaker : Philip Houston[5] (saison 2)

### Invités
- Tonya Pinkins : Gwen Greene
- Rosie O'Donnell : Nancy, la thérapeute

## Univers de la série
Run the World est la première série créée par Leigh Davenport. La créatrice a vécu à Harlem pendant douze ans, et elle a donc voulu rendre hommage à ce quartier, en le faisant découvrir au monde à travers cette série. Elle a également voulu faire une création féministe, avec ce développement autour de l'amitié de ces quatre femmes : Ella, Renee, Sondi et Whitney.
Le 25 septembre 2023, la série est annulée.

## Épisodes

### Première saison (2021)
| no | Titre                                             | Réalisateur      | Scénariste      | Résumé |
| -- | ------------------------------------------------- | ---------------- | --------------- | --- |
| 1  | Femmes phénoménales Phenomenal Women              | Milicent Shelton | Leigh Davenport | Ella McFair, romancière ratée, commence son premier jour à HotTeaDigest.com et demande à ses amis de l'aider à couvrir sa première mission.                  |
| 2  | C'est la faute de l'esclavage Because… ADOS       | Justin Tipping   | Leigh Davenport | Renée informe Ella et Sondi de l'état de son couple. Whitney, de son côté, s'efforce de concilier les exigences de son travail et l'organisation du mariage. |
| 3  | Quelle queue-incidence What a Co-inky-dick        | Justin Tipping   | Leigh Davenport | Les filles organisent une soirée karaoké pour les 32 ans d'Ella. Au cours de la fête, des invités imprévus provoquent une dispute entre Whitney et Ella.     |
| 4  | J'adore Harlem I Love Harlem                      | Justin Tipping   | Leigh Davenport | Pour Whitney, Ella, Sondi et Renée, c'est un samedi parfait à Harlem : bruncher, faire du shopping, boire et danser.                                         |
| 5  | Les "plus un" Plus Ones                           | Jenée LaMarque   | Njeri Brown     | Sondi et Matthew organisent une fête pour leurs camarades de classe. Lors du dernier essayage de la robe de mariée de Whitney, le chaos règne.               |
| 6  | Rendez-vous avec ma psy My Therapist Says…        | Nastaran Dibai   | Nastaran Dibai  | Whitney, Sondi, Ella et Renee suivent une thérapie avec le Dr Nancy Josephson, une thérapeute avisée et directe de l'Upper West Side.                        |
| 7  | Ce que tu désires What You Wish For               | Jenée LaMarque   | Niya Palmer     | Renee informe Ella et Sondi de l'état de son couple. Whitney, de son côté, s'efforce de concilier les exigences de son travail et l'organisation du mariage. |
| 8  | On y est presque les filles Almost, Lady, Almost! | Jenée LaMarque   | Jess Pineda     | Ella, Renée, Sondi et Hope se déchaînent lors de l'enterrement de vie de jeune fille de Whitney, mais la mariée est introuvable.                             |

### Deuxième saison (2023)
Le 27 août 2021, la série est renouvelée pour une deuxième saison. Elle est diffusée à partir du 26 mai 2023.
1. A Dream Deferred
2. Honeymoon's Over
3. Back to Business
4. A Woman's Worth
5. Homecoming
6. A New Hope
7. A Rage in Harlem
8. No Regrets